# Jean-Baptiste Réveillon
Jean-Baptiste Réveillon (Parigi, 11 ottobre 1725 – Parigi, 18 settembre 1811) è stato un imprenditore francese. La sua carriera fu una storia esemplare dell'uomo d'affari fatto da sé nell'ancien régime.

## Biografia

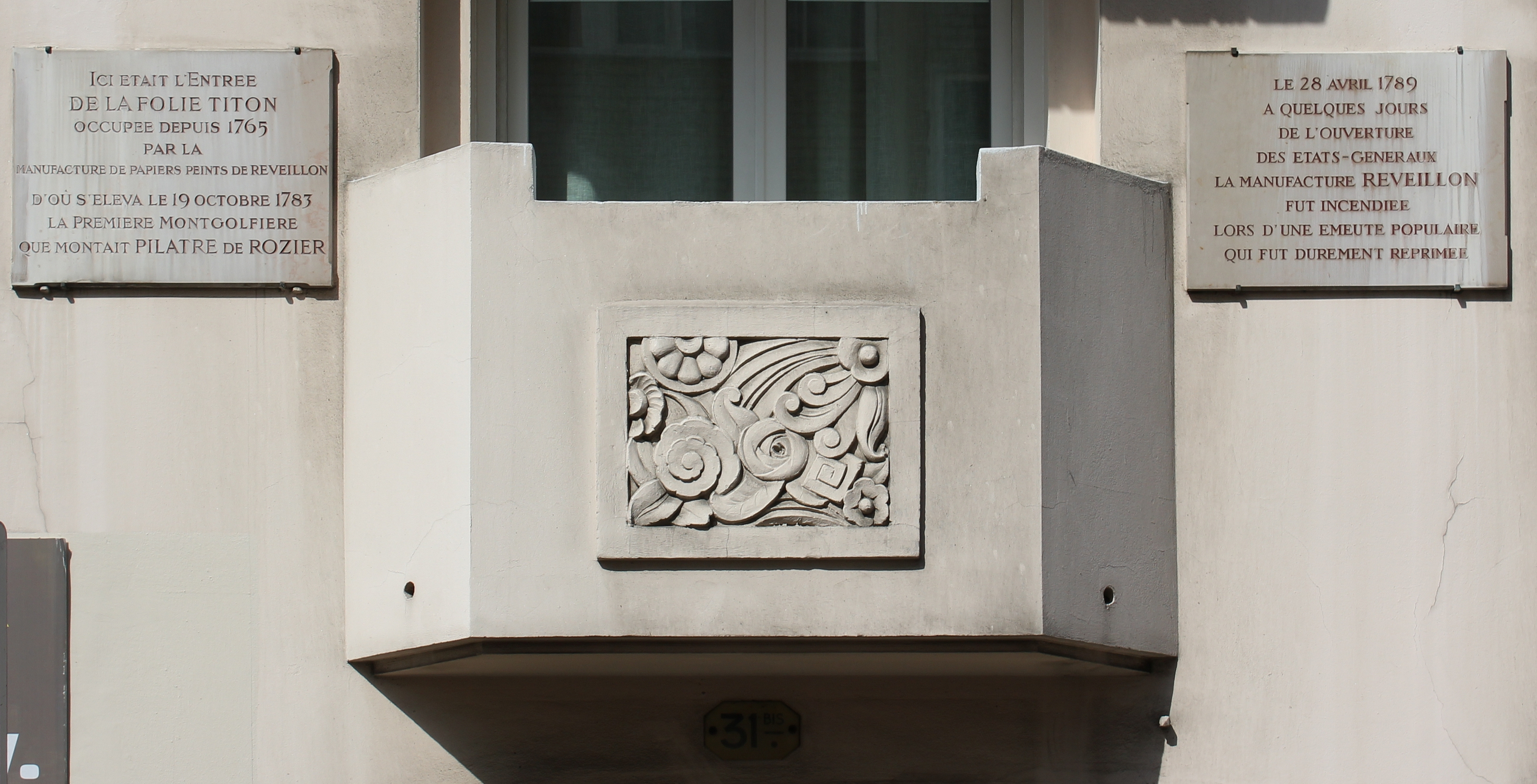
Il luogo in cui sorgeva la Folie Titon.

Nel 1752 fondò a Parigi, nell'edificio Folie Titon, al faubourg Saint-Antoine, una fabbrica di carta da parati reale, successivamente ampliata alla produzione di vari altri tipi di carte, prima nel suo genere, giacché la tappezzeria, che fino a quel tempo era stata in stoffa oppure dipinta e stampata a mano, fu stampata a macchina.
Poiché ciò richiedeva un prezzo minore, ne permise rapidamente la diffusione nelle case all'arredamento dei francesi, pur assicurando, soprattutto nei papier peints, una notevole ricercatezza di temi, colori e fattura. Fornivano infatti disegni (fiori, scene naturali, cineserie, animali, paesaggi romantici) numerosi artisti del tempo fra cui Paul Huet. La tradizione della casa venne continuata fino al 1840 da Jacquemard e Bérnard e, nelle collezioni francesi e in molte dimore antiche, sono conservati esempi di queste carte.
Realizzò con i fratelli Montgolfier la prima mongolfiera, che si alzò dai giardini della sua fabbrica il 12 settembre 1783. Una seconda mongolfiera, chiamata Le Réveillon, si alzò il 15 ottobre dai giardini di Versailles. Un altro motivo di notorietà fu il saccheggio della sua fabbrica, nota come sommossa Réveillon, avvenuto alla fine di aprile del 1789, a meno di tre mesi dell'assalto alla Bastiglia, che segnò l'inizio della rivoluzione francese. Durante la sommossa, per sfuggire all'ira dei manifestanti, si rifugiò proprio nella Bastiglia, uscendone pochi giorni prima del 14 luglio per emigrare in Inghilterra, con la sua fortuna intatta.
Dopo la rivoluzione, tornò a Parigi, ma non ricoprì più alcuna posizione importante e morì nel 1811. È sepolto al cimitero di Père-Lachaise.